# Show Boat
Show Boat ist ein auf dem gleichnamigen Roman von Edna Ferber basierendes Musical in zwei Akten mit Musik von Jerome Kern und Text und Buch von Oscar Hammerstein II. Show Boat wurde seit der Premiere 1927 fast jede Dekade neu inszeniert. Die Versionen der ersten zwei Dekaden haben den größten Einfluss auf nachfolgende Inszenierungen genommen.

## Geschichte

### Entstehungsgeschichte
Edna Ferber war zunächst skeptisch, als Jerome Kern mit seinem Vorhaben, Show Boat in ein Musical zu verwandeln, an sie herantrat. Sie fürchtete eine Reduzierung und humoristische Wandlung des Plots und konnte, so schließt Lauren Acton aus Ferbers Autobiographie, erst vollständig überzeugt werden, als sie den Song Ol’ Man River hörte und davon tief berührt wurde. Ferbers Roman beschäftigt sich mit ernsthaften Themen wie Rassismus, Eheproblemen und Alkoholismus, was in den 1920er Jahren keinesfalls als musicaltauglich angesehen wurde. Auch der Produzent, Florenz Ziegfeld, hatte anfangs große Bedenken, Show Boat auf die Bühne zu bringen, obwohl das Textbuch ihn begeisterte. Noch während der Premiere war er fest davon überzeugt, das Musical sei eine Fehlinvestition gewesen. Letztlich jedoch wurde Show Boat zur erfolgreichsten Produktion seiner Karriere.
Show Boat war der Wegbereiter für das Goldene Zeitalter des Broadway-Musicals. In dieser Zeit festigte sich, was das amerikanische Musicaltheater von anderen Formen des Musicaltheaters abhebt: die Integration von Tanz, Gesang, Text, Gestaltung und Schauspiel zugunsten der Entfaltung der erzählten Geschichte.

### Rezeption
Kritiker waren sich von Anfang an einig, dass Show Boat ein Meilenstein in der Musicalgeschichte sei. Als besonders werden die Gestaltung des Musicals als Drama und seine ernsthafte Thematik sowie die Zusammenführung von Musical Comedy und Operette erachtet. Diese Verschmelzung ist der Grund, warum Show Boat oft als erstes Musical Play bezeichnet wird. Das Musical Play zeichnet sich dadurch aus, dass es ein ernstes Thema im Alltag gewöhnlicher Menschen behandelt und das Publikum dazu ermutigt, sich in die Thematik hineinzuversetzen. Es entfaltet sich in einem Dialog, welcher der natürlichen Art und Weise zu sprechen sehr nahe kommt. Alle Elemente tragen dazu bei, die Entwicklung der Geschichte in interessanter und steigender Dramatik vorwärts zu bringen. Dazu wird Musik komponiert, die weder den üblichen Kompositionsregeln der ariosen Operette noch der kurzgefassten, zumeist nur auf Hits, Amüsement und Stars ausgelegten Musical Comedy entspricht.
Show Boat wird nach Siedhoff als erstes Book Musical bezeichnet, da es, obwohl 1927 bereits George Gershwins Book Musical Lady, Be Good existierte, das erste Musical war, das sich intensiv mit der Theaterwelt beschäftigte und diese dem Publikum mit ihren schönen und hässlichen Seiten präsentierte. Damit setzte es den für das Book Musical charakteristischen Fokus auf die Charaktere, deren Gemütslage und die Situationen, in denen sie sich befinden.
Obwohl Show Boat nicht die erste Musicalproduktion war, die eine gemischte Besetzung mit schwarzen und weißen Künstlern hatte, wurden dem Musical aufgrund seiner Popularität und seines Bekanntheitsgrads seit seiner Premiere Vorwürfe des Rassismus und der Verstärkung von Stereotypen gemacht. Folglich muss sich jede neue Inszenierung erneut der zeitgemäßen Umsetzung der fragwürdigen Szenen in dem Musical stellen (siehe Abschnitt „Kritik: Rassismus“).
Ein weiterer fortwährender Kritikpunkt richtet sich gegen den zweiten Akt des Musicals, denn dieser wirkt neben dem detailreichen und musikalisch brillanten ersten Akt farblos. Zu lange Zeiträume müssen im zweiten Akt zusammengefasst werden (1893–1927); die unrealistischen Aufeinandertreffen der Hauptcharaktere und das Happy End, bei dem alle Hauptcharaktere noch leben und – ganz im Gegensatz zur Romanvorlage – wiedervereint werden, wirken herbeigezwungen. Die Rolle von Kim, der Tochter von Gaylord (und Magnolia) Ravenal, bleibt unklar, ihre musikalischen Nummern werden über die Jahre immer wieder verändert oder gar komplett gestrichen.
Trotz des wegweisenden Charakters von Show Boat herrschte anschließend fast zehn Jahre lang „Funkstille“ und die Entwicklungen auf dem Gebiet des Musicals gingen zurück in Richtung Operette und Musical Comedy. Erst Gershwins Broadway-Oper Porgy and Bess trat wieder in die Fußstapfen von Show Boat.

### Aufführungsgeschichte
Show Boat hat die am längsten anhaltende Aufführungsgeschichte in der Geschichte des Broadway-Musicals. Von großen Broadway-Revivals in fast jedem Jahrzehnt seit seiner Premiere bis hin zu kleinen Aufführungen überall in den USA hat Show Boat trotz seines fast 90-jährigen Bestehens offensichtlich nichts an seiner Faszination eingebüßt. In Deutschland wurde Show Boat unter dem Titel Das Komödiantenschiff (Übersetzung: Janne Furch) zum ersten Mal 1970 in Freiburg im Breisgau aufgeführt. Die erste eng an das Original von 1927 angelehnte deutschsprachige Fassung stammt von Marcel Prawy; sie wurde am 1. März 1971 in der Volksoper Wien uraufgeführt.
Wichtige Inszenierungen von Show Boat sind neben der Broadway-Premiere 1927 die erste Inszenierung in London im Theatre Royal Drury Lane 1928, die Inszenierung von 1946, wie bei der Premiere ebenfalls im Ziegfeld Theatre in New York, mit Kern und Hammerstein II als Produzenten sowie die Broadway-Inszenierung von 1994 unter Harold Prince.

## Handlung
Show Boat deckt nicht nur eine Zeitspanne von 40 Jahren an unterschiedlichen Orten ab, es befasst sich außerdem mit ethnischen Konflikten, zerbrochenen Ehen und Selbstreflexionen über das Theaterleben. Es spielt entlang des Flusses Mississippi sowie in Chicago und behandelt sowohl das Leben der armen schwarzen Schiffsarbeiter als auch das der weißen Künstlertruppe.
Alles beginnt im Jahr 1880 mit einer Szene an Deck der Cotton Blossom, eines Theaterschiffs, wie es zu dieser Zeit in den USA viele gab. Mit großem Schauspiel und Glamour kündigt die Cotton Blossom die Aufführungen der nächsten Tage für die Bewohner von Natchez an. Als der Sheriff von Natchez herausfindet, dass Julie LaVerne, der Star des Schiffs, einen schwarzen und einen weißen Elternteil hat, sind Cap’n Andy und seine Frau Parthy dazu gezwungen, sie des Schiffes zu verweisen. Es kommt zur ersten ethnischen Fragestellung, als Julies Ehemann Steve ihr in den Finger schneidet und das Blut ableckt als Zeichen, dass er nun auch schwarzes Blut in sich habe und die Ehe somit nicht unrechtmäßig sei. Um die Aufführungen zu retten, ersetzt die Tochter des Kapitäns, Magnolia, die Rolle von Julie zusammen mit dem attraktiven Glücksspieler Gaylord Ravenal, der Steves Part einnimmt. Die beiden verlieben sich ineinander, heiraten und verlassen schließlich die Cotton Blossom, um in Chicago zu leben.
Andy und Parthy besuchen Magnolia und Gaylord anlässlich der Weltausstellung 1893. Parthy ist immer noch skeptisch Gaylord gegenüber – zu Recht, denn Gaylords Spielsucht nimmt kein Ende, und als seine Schulden zu groß werden, verlässt er Magnolia und deren gemeinsame Tochter Kim. Zwei alte Freunde aus der Künstlergruppe der Cotton Blossom, Frank und Ellie, die das typische amüsante secondary couple darstellen, sind erfolgreiche Vaudeville-Stars geworden und treffen zu dem Zeitpunkt bei Magnolia ein, als diese von Gaylord verlassen wurde. Sie helfen ihr in ihrer Not, indem sie Kontakt zum Trocadero herstellen, wo sie sich um die Anstellung als Sängerin bewirbt, welche die zur Alkoholikerin gewordene Julie LaVerne innehat. Diese verschwindet Magnolia zuliebe, als sie sie beim Vorsingen erkennt. Am Silvesterabend gibt Magnolia ihr Debüt im Trocadero, wo sich auch Captain Andy im Publikum befindet und den Auftritt durch sein Vertrauen in seine Tochter rettet.
1927 sind Magnolia und Kim erfolgreiche Sängerinnen. Andy trifft zufällig auf Gaylord Ravenal und lädt diesen zur großen Reunion der alten Cotton-Blossom-Künstlertruppe ein. Als Magnolia und Gaylord sich sehen, scheint für beide die jahrelange Trennung vergessen. Im Hintergrund der Haupthandlung verläuft die Geschichte von Joe, dem farbigen Schiffsarbeiter, und seiner Frau Queenie, der Köchin der Cotton Blossom, die sich in der von Weißen dominierten (Theater-)Welt abschuften und dennoch kaum Beachtung finden und wie der Fluss Mississippi alles erdulden und einen Tag nach dem anderen verleben.

## Szenen und Nummern
Folgende Szenen finden sich in der Fassung von 1946:
| Szene                                                                                  | Nummer                                                                | Besetzung                                        |
| -------------------------------------------------------------------------------------- | --------------------------------------------------------------------- | ------------------------------------------------ |
| 1. Akt, Szene 1: 1880 – Uferdamm des Mississippi von Natchez, Show Boat Cotton Blossom | Cotton Blossom, Where’s the Mate for Me?, Make Believe, Ol’ Man River | Chor, Gaylord Ravenal, Magnolia und Gaylord, Joe |
| 2. Szene – Küche der Cotton Blossom                                                    | Can’t Help Lovin’ Dat Man                                             | Julie LaVerne                                    |
| 3. Szene – Spielsalon in Flussnähe                                                     | Till Good Luck Comes My Way                                           | Gaylord                                          |
| 4. Szene – Zuschauerraum der Cotton Blossom                                            | Mis’ry’s Comin’ Aroun’                                                | Queenie                                          |
| 5. Szene – Theaterkasse auf dem Vordeck                                                | Life on the Wicked Stage, Queenie’s Ballyhoo                          | Ellie May Chipley, Queenie                       |
| 6. Szene – Zuschauerraum und Bühne während des III. Aktes von The Parson’s Bride       |                                                                       |                                                  |
| 7. Szene – Oberdeck                                                                    | You Are Love                                                          | Magnolia und Gaylord                             |
| 8. Szene – Uferdamm des Mississippi von Natchez, Show Boat Cotton Blossom              | Finale I                                                              | Chor                                             |
| 2. Akt, Szene 1, 1893 – Vergnügungspark der Expo Chicago                               | At the Fair, Why Do I Love You?, In Dahomey                           | Chor, Magnolia und Gaylord, Chor                 |
| 2. Szene, 1904 – Vergnügungspark der Expo Chicago                                      |                                                                       |                                                  |
| 3. Szene – St. Agatha Kloster, Chicago                                                 | Convent Scene                                                         | Chor                                             |
| 4. Szene – Proberaum des Trocadero                                                     | Bill, Reprise: Can’t Help Lovin’ Dat Man                              | Julie, Magnolia                                  |
| 5. Szene – Ecke im Foyer des Sherman House                                             |                                                                       |                                                  |
| 6. Szene – Trocadero für den Neujahrsabend dekoriert                                   | Trocadero Opening Chorus, After the Ball, Goodbye, My Lady Love       | Chor, Magnolia, Ellie und Frank                  |
| 7. Szene – Straße vor dem Zeitungsbüro des Natchez, Evening Bulletin                   | Reprise: Ol’ Man River, Hey, Feller!                                  | Joe, Queenie und Chor                            |
| 8. Szene – Oberdeck                                                                    | Reprise: You Are Love                                                 | Gaylord                                          |
| 9. Szene, 1927 – Uferdamm von Natchez, mit der modernisierten Cotton Blossom           | Reprise: Cotton Blossom, Nobody Else But Me, Finale Ultimo            | Chor, Kim, Joe und Chor                          |

## Gestaltung

### Buch
Bereits nach der Premiere wurde Show Boats Originalität und Wichtigkeit für die Entwicklung des Musicals von den Kritikern erkannt. Die häufigste Kritik richtet sich bis heute gegen das Libretto, vor allem gegen die Überbrückung der Zeitspanne von 40 Jahren, die unrealistischen Zufälle des Wiedersehens im zweiten Akt sowie das durchaus kitschige Ende, das als Zugeständnis an die gängige Musical Comedy gewertet wird. Dennoch bleibt die Präzision der Musiktheaterdramaturgie des ersten Aktes ein Meisterstück. In einer Zeit, in der die Musical Comedy zumeist nur das Ziel des oberflächlichen Amüsements des Publikums verfolgte, hatte Jerome Kern die Vision des Musicals als eines allumfassenden, ganzheitlichen und komplexen Kunstwerks. In Zusammenarbeit mit Hammerstein II zeigte er, wie vom Textbuch ausgehend Musik, Text, Gestaltung und Schauspiel vereint und verflochten werden konnten. Das Textbuch war für ihn die Grundlage, auf der eine Partitur erst entstehen konnte. Besonders gut zu sehen ist dies am Anfang des ersten Aktes: Die Stimmung wird bereits innerhalb der ersten Szenen durch die Songs und Ensemblenummern gefärbt, die Charaktere und Problematiken können sich auf dieser Basis zu Dreidimensionalität und Dramatik entfalten. Wird ein emotionaler, atmosphärischer oder dramatischer Höhepunkt erreicht, so gipfelt dieser in einer Musiknummer und entpuppt Show Boat als wahres Book Musical.
Ol’ Man River ist nicht nur der bekannteste Song des Musicals und ein Evergreen, er beschreibt auch den inhaltlichen Tenor des Musicals: eine Gegenüberstellung der Lebensverhältnisse der weißen und schwarzen Künstler und Arbeiter rund um die Cotton Blossom. Textlich stellt er die beklemmenden, diskriminierenden Umstände und das Ringen mit diesen Gegebenheiten der schwarzen Bevölkerung dar, ohne jedoch den offensichtlichen Rassismus anzuprangern oder zum Protest gegen diese Verhältnisse anzustiften.

### Musik
Ol’ Man River ist das Herzstück der Partitur. Der Song stellt zum einen den Fluss Mississippi in den Mittelpunkt, zum anderen drückt er – gesungen von dem schwarzen Schiffsarbeiter Joe – durch die musikalisch wie textlich brillante Mischung aus Resignation und Zerrissenheit Gefühle der Unterdrückung und Diskriminierung aus: „I’m tired of livin’, but scared of dyin’“. Unaufhörlich wie das Fließen des Flusses bewegt sich die Melodie wellenförmig auf und ab, stellenweise heiter, dann wieder melancholisch, mit dramatischen Anstiegen, die immer wieder in das gleichförmige Strömen des Mississippi enden: „but Ol’ Man River, he just keeps rollin’ along“.
Old Man River wird vier Mal im Laufe des Musicals als musikalisches Thema wiederholt und ist das wichtigste Leitmotiv für die Unveränderlichkeit des Lebens der Schwarzen. Dass der erste Reim „cotton – forgotten“ erst auf dem durch einen Vorschlag hinausgezögerten verminderten Septakkord erscheint, stellt den über Jahrhunderte ausgehaltenen Schmerz kunstvoll durch zwei Akkorde und zwei Worte dar. Ol’ Man River weist mit der pentatonischen Melodie und dem harmonischen Pendeln Elemente von Spiritual und Blues auf. Der Song erfordert einen großen Stimmumfang und eine kraftvolle Stimme wie die von Paul Robeson.
Kern stellt den Mississippi, der die Personifikation der schwarzen Arbeiter an Bord des Schiffes darstellt, wiederholt durch das Intervall einer reinen Quarte vor, wie beispielsweise in Cotton Blossom, Ol’ Man River oder im Mis’ry Thema. Als Parthy das erste Mal auftritt, wird das Intervall der reinen Quarte durchbrochen und dadurch symbolisiert, dass Parthy nicht Teil der natürlichen Lebensweise des Flusses ist, sondern das künstliche Leben einer Weißen führt.
Die Musik in Show Boat ist eine Mischung aus afroamerikanischer Musik sowie Stilrichtungen und Techniken, die in Europa zuhause sind – theatralische und musikalische Ausdrucksweisen der 1880er bis 1920er Jahre. Die Bandbreite der Stile erstreckt sich über von der Tin Pan Alley inspirierte Songs (Why Do I Love You?, Hey, Feller) über romantische, an Operetten angelehnte Balladen (You are Love, Make Believe) bis hin zu bluesbasierte Nummern (Can’t Help Lovin’ Dat Man). Um den epischen Charakter von Show Boat zu betonen, integrierte Kern verschiedene musikalische Nummern in die Erzählung, welche die jeweilige Epoche vertraten. Für die Neujahrsabendszene benutze er z. B. die in den 1880ern und 1890ern bekannten Songs After the Ball, Goodbye My Lady Love, Washington Post March und At a Georgia Camp Meeting. Zusammengefasst lässt sich sagen, dass Show Boat Seiten der Operette, der Musical Comedy und des Vaudeville und der Oper in sich vereint.
Durch Leitmotive werden die Charaktere musikalisch begleitet und ihre Anwesenheit und Eigenschaften verdeutlicht. Ravenals Auftreten wird beispielsweise durch ein Thema, das seine Ziel- und Rastlosigkeit harmonisch darstellt, untermalt: eine uneindeutige Begleitung, die kein tonales Zentrum finden mag; dies geschieht erst, als er auf Magnolia trifft. Can’t Help Lovin’ Dat Man ist der Song, der durch sein typisches zwölftaktiges Blues-Schema, die Blue Notes sowie die klassische AABA-Form der Tin Pan Alley das ruhige, ländliche Amerika Ende des 19. Jahrhunderts bis zum wilden, städtischen Amerika des 20. Jahrhunderts in Show Boat am besten symbolisiert. Als Magnolia versucht, den Song nachzuahmen, entsteht eine lustige Szene, die den Zuschauer glauben lässt, dass in der Musikwelt Schwarze und Weiße trotz der Grenze der Hautfarbe gut miteinander auskommen. Die Nachahmung zeigt aber gleichermaßen wie auch die spätere Blackface-Nummer Gallivantin’ Aroun‘ aus dem 1936er-Film, dass zur damaligen Zeit die Art und Weise, wie Weiße schwarze Songs sangen, stets künstlich wirkte und den bitteren Beigeschmack der Verhöhnung mit sich brachte.

## Verfilmungen
Es existieren insgesamt drei Verfilmungen von Show Boat aus den Jahren 1929 (Universal), 1936 (Universal) und 1951 (MGM) in Technicolor. Die erste Verfilmung aus dem Jahr 1929 – zunächst als Stummfilm erhältlich – orientierte sich vor allem an dem Roman von Edna Ferber. Es wurden jedoch einige Nummern aus dem Musical hinzugefügt, da dieses bereits zwei Jahre nach der Premiere enorm einflussreich und erfolgreich war. 1936 wurde schließlich eine vollständige Filmadaption des Musicals veröffentlicht. Diese Verfilmung ähnelt der Broadway Show weitaus mehr als die 1951er Verfilmung, weshalb sie von Musical-Liebhabern oft als die authentischere erachtet wird.

## Kritik: Rassismus
Wie die anderen drei Musicals, die nach Hoffman das amerikanische Musical revolutioniert haben (Oklahoma!, A Chorus Line und West Side Story), behandelt auch Show Boat ethnische Probleme. Show Boat wird von einigen Kritikern als rassistisches Musical bewertet, von anderen als eine – für die damalige Zeit – realistisch-kritische, aber dennoch sensible Darstellung der Beziehungen zwischen Weißen und Schwarzen.
Üblicherweise erwarteten Zuschauer im ersten Akt eines Musicals attraktive Showgirls, doch bei Show Boat sahen sie stattdessen schwarze Dockarbeiter, die von ihrem anstrengenden Leben – im Kontrast zu dem heiteren und zwanglosen Leben der Weißen – sowie der Arbeit am Fluss sangen. Die ethnische Botschaft des Musicals war von Anfang an deutlich: Schwarze ermöglichen der weißen Gesellschaft ihr Leben in Komfort und Luxus. Der Eröffnungschor war direkt durch sein erstes Wort „Niggers“ dazu bestimmt, eine emotionale Reaktion im vorwiegend weißen Publikum hervorzurufen. Show Boat wollte auf der einen Seite die Tragik des Rassismus der 1880er hinterfragen, auf der anderen Seite verstärkte es unweigerlich die stereotype Sichtweise auf die schwarze Bevölkerung.
Der Eröffnungschor kann als Veranschaulichung für die Veränderungen im Laufe der Jahre dienen. In der Produktion von 1927 hieß es: „Niggers all work on de Mississippi“, während schwarze Hafenarbeiter große Baumwollballen über die Bühne schoben. Das Wort „Nigger“ wurde im Laufe der Jahre durch „Darkies“, „Here we all“, „Colored folk“ ersetzt bzw. der Eröffnungschor ganz weggelassen.
Die Kritik an Show Boat fokussiert folgende Aspekte: Afroamerikaner werden in untergeordneten Rollen und stereotypisch dargestellt; vor allem die zwei Hauptfiguren Queenie und Joe zeigen keinerlei Charakterentwicklung in den Jahrzehnten, die das Musical umfasst, und sprechen in kindischem, vereinfachten und verkürztem Englisch, außerdem sind sie für die eigentliche Haupthandlung nebensächlich. Die weißen Charaktere sind privilegiert – allein aufgrund ihrer Hautfarbe –, ihre eigene Zukunft gestalten zu dürfen, sie dürfen wählen, wie sie auftreten, wie sie sich darstellen wollen, wohingegen den schwarzen Charakteren dieser Luxus nicht gewährt wird, sie verbleiben auf dem gleichen sozialen und ökonomischen Status.
In der Szene der Chicagoer Weltausstellung werden schwarze Sänger dargestellt, die wild tanzend dem weißen Publikum ihre Unzivilisiertheit vorspielen, während sie sich eigentlich nur nach ihrem Zuhause, New York, sehnen. Um ihren Lebensunterhalt bestreiten zu können, müssen sie quasi in einer Art doppeltem blackface auftreten und verstärken durch ihr Schauspielen unrealistische Vorurteile der Weißen gegenüber der schwarzen Bevölkerung. Auch in der ersten Inszenierung war die Thematik des blackface aktuell, denn die Köchin Queenie wurde im blackface von einer weißen Schauspielerin gespielt. In keiner Szene jedoch kommt der Rassismus so pointiert zum Ausdruck wie in der Szene, in der Julies Herkunft – Tochter einer schwarzen Mutter und eines weißen Vaters – enthüllt wird und sie daraufhin mit ihrem weißen Mann aufgrund ihrer interkulturellen Ehe das Boot verlassen muss.

## Diskographie (Auswahl)
- Show Boat, Original cast (1928): Showstoppers: Historic Victor Recordings. BMG 9590-2 R (CD). Enthalten: ‘Ol’ Man River’ (Paul Robeson), ‘Bill’ (Helen Morgan).
- Show Boat, Original revival cast (1946). Jan Clayton, Carol Bruce, Charles Fredericks, Kenneth Spencer, Helen Dowdy, Edwin McArthur (Dirigent). Sony 53330 (CD).
- Show Boat, Original Lincoln Center revival cast (1966): Barbara Cook, Constance Towers, Stephen Douglass, David Wayne, William Warfield, Franz Allers (Dirigent). RCA LSO 112 (CD).
- Show Boat, London cast (1971): Cleo Laine, Thomas Carey, Lorna Dallas, Kenneth Nelson, Andrew Jobin, Ena Cabayo, Ray Cook (Dirigent). Stanyon Records 10048 (LP).
- Show Boat, Studio cast (1988): Frederika von Stade, Teresa Stratas, Jerry Hadley, Paige O’Hara, David Garrison, Bruce Hubbard, John Mc Glinn (Dirigent). EMI/Angel CDS 7-49108-2 (CD).
- Show Boat, 1993 Toronto Revival Cast (1994): Rebecca Luker, Lonette McKee, Mark Jacoby, Elaine Stritch, Michel Bell, Gretha Boston, Robert Morse, Jeffery Huard (Dirigent). Quality 257 (CD).
- The Ultimate Show Boat, 1928–1947 (Original, Revival and Studio Cast Anthology) (1999). Pearl GEMS 0060 (CD).

Die Aufnahme von 1988 unter dem Dirigat von John McGlinn wird vielerorts gelobt und gibt einen guten Überblick über alle Produktionen zwischen 1927 und 1946 und dem 1936er Film.
Quelle: